# Јасер Абдел Хафез
Јасер Абдел Хафез (рођен 1969. године) је египатски романописац и новинар. Рођен је у Каиру и студирао је право на Аин Шамс Универзитету. Радио је као новинар за арапско-језички књижевни часопис више од 20 година. Абдел Хафезов најзначајнији рад је на његовој новели „Поводом Живота“, објављена 2005. године. Изводи из ове новеле су били преведени на енглески језик и објављени у Банипал часопису 2006. године, у издању посвећеном новом писању у Египту. Недавно је завршио своју последњу новелу, „Књига безбедности“ која је објављена 2013. године, новела није преведена на енглески још, али ће да буде ускоро.